# Los Pinguos
Los Pinguos est un groupe argentin de musique latine, originaire de Buenos Aires

## Histoire
Le groupe est formé en 1999 à Buenos Aires, en Argentine, et propose un mélange relevé de rythmes sud-américains, utilisant des guitares espagnoles à la manière des Gipsy Kings, un tres cubain, un cajón péruvien (caisse frappée) et des chants luxueusement harmonisés.
Après avoir conquis un large public dans les clubs de leur ville natale, le groupe s'installe à Los Angeles en 2001, en quête de succès international. Ils se mettent très vite à jouer sur des scènes locales, dans des réceptions privées, mais aussi pour des évènements liés à l'industrie du cinéma et même dans la rue. Leur travail, leurs spectacles attrayants et leurs personnalités attachantes ont fait d'eux l'un des groupes latino les plus populaires de Los Angeles dans les années 2010, se destinant ainsi à une reconnaissance bien plus large, se produisant au Montreux Jazz Festival.

## Membres
- Adrián Buono – chant, guitare
- José Agote – guitare
- Juan Manzur – guitare
- Santiago Lee – basse
- Juan Manuel Leguizamón – percussions

## Discographie

### Albums studio
- 2000 : Mágia
- 2001 : Antología
- 2002 : Camino Bueno
- 2003 : Serenata
- 2006 : Peripecias
- 2008 : California
- 2012 : 1111

### Albums live
- 2005 : Live in Los Angeles (double CD)

### Compilations
Le groupe apparaît dans de nombreuses compilations de musique latine, notamment :
- 2006 : Radio Latino (Putumayo World Music)
- 2006 : ¡Baila! A Latin Dance Party (Putumayo World Music)